# ヒメヌマエビ
ヒメヌマエビ（姫沼蝦、学名: Caridina serratirostris）は、エビ目（十脚目）・ヌマエビ科に分類されるエビの一種。インド洋と西太平洋の熱帯・亜熱帯域に広く分布する淡水エビ類の一種である。
近似種に コテラヒメヌマエビ C. celebensis De Man, 1892 という別種がいるが、ヒメヌマエビの亜種の可能性も指摘されている。

## 特徴
成体の体長はオス15mm、メス25mmほどで、ミナミヌマエビよりも小型である。額角は長く、前方に水平方向に伸びる。額角の上下縁には鋸歯が並び、このうち上縁の歯は額角だけでなく頭胸甲の背中側まで続く。体型は丸みを帯びた紡錘形で、歩脚は細く短い。
複眼は赤く、体は有色部と白色部にくっきり色分けされる。模様のパターンは二通りあって、背中に白っぽい太い縦線が入るものと、体に数本の白っぽい横しまが入るものがいる。横しまの個体にはしまが太く、規則的な横しまになるものもいる。有色部の体色は赤、紫、茶色、緑黒色、黒など鮮やかで変異に富む。ただし飼育下では有色部が半透明の灰褐色くらいまで褪色することがある。

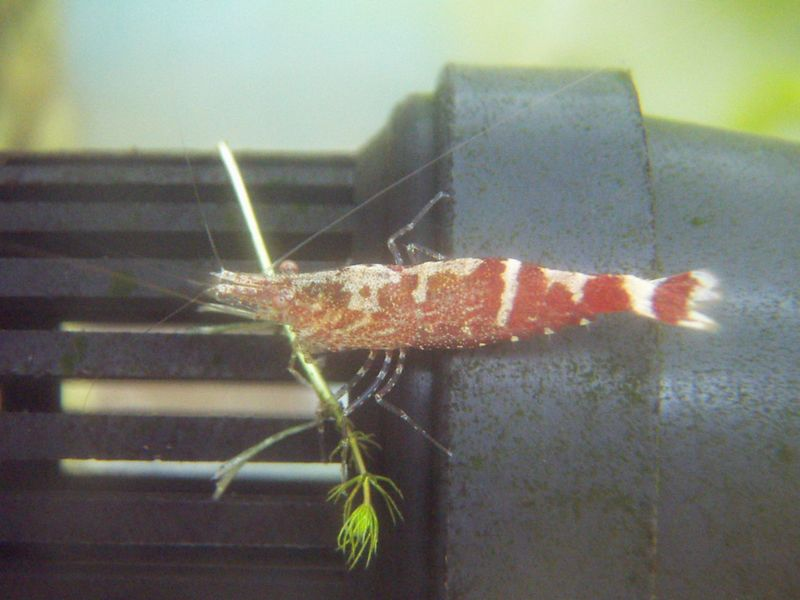
背中に数本の白い横しまが入る個体

複眼の後ろに5個以上の鋸歯が並ぶのでミナミヌマエビやミゾレヌマエビなどと区別できる。トゲナシヌマエビのメスにも似た個体が出るが、こちらはヒメヌマエビより額角が短く大型である。

## 生態
日本からポリネシア・東南アジア・オーストラリア北部・モーリシャス・マダガスカルまで、インド太平洋沿岸の熱帯・亜熱帯域に広く分布する。日本では千葉県以南の暖流に面した地域に分布する。南西諸島ではわりと数も多いが、九州・四国・本州西部では生息地が各地に点在する程度になる。なお1980年代の文献では、分布地を種子島以南の南西諸島までとするものもある。
暖流が流れる海に面した川に生息するが、おもに下流域に生息し、流れが速い上流域や中流域にはあまり生息しない。トゲナシヌマエビやテナガエビ類、モクズガニなどと共に海岸のわずかな湧水にも見出されることがある。また、水が汚れていたり、河口に堰があったりすると見られない。
流れが緩い浅瀬の岩石や流れ着いた落ち葉、ゴミなどの間にひそむ。トゲナシヌマエビやミゾレヌマエビなどと同所的に生息するが、水がきれいで、日光があまり当たらず、夏でも水温が低く保たれる区間に多い。浅場の岩や落ち葉をどかすと見つけることができるが、物陰へ隠れる性質が強く、すぐに近くの物陰へ逃げこむ。食性は雑食性で、藻類、デトリタス、生物の死骸など何でも食べるが、他のヌマエビ類に比べると食べる量は少なく、餌が目の前にあっても積極的に動かない。
繁殖期は春から夏にかけてで、交尾後にメスは長径0.5mmほどの楕円形の卵を産み、腹脚に抱えて孵化するまで保護する。孵化した子供はゾエア幼生の形態で、川の流れに乗って海へ下る。幼生はデトリタスや他のプランクトンを捕食しながら成長し、稚エビへと変態して川を遡る。

## 人とのかかわり
日本の九州以北では生息地が限られ、個体数も少ない。都府県や市町村などのレベルで絶滅危惧種に指定している所もある。
他のヌマエビ類と同様にアクアリウムでの観賞用に利用されるが、長期飼育は難しい。また、昼間は物陰に隠れてほとんど動かず、ヤマトヌマエビのようないわゆる「コケ取り」の役目も果たさない。幼生期を海で過ごす両側回遊をするため、幼生を成長させるには海水が必要で、飼育環境によってはこまめな世話もしなければならない。